# Stinkî, Velîka Bahacika
Stinkî (în ucraineană Стінки) este un sat în comuna Birkî din raionul Velîka Bahacika, regiunea Poltava, Ucraina.

## Demografie
Componența lingvistică a localității Stinkî
     Ucraineană (88,16%)
     Rusă (11,84%)
Conform recensământului din 2001, majoritatea populației localității Stinkî era vorbitoare de ucraineană (88,16%), existând în minoritate și vorbitori de rusă (11,84%).